# Caroline Broadhead
Caroline Broadhead (Leeds, 1950 –) sokoldalú angol ékszer- és textiltervező művész, akinek tevékenysége felöleli installációk készítését, bútor ihletésű műalkotások tervezését, valamint tánc- és előadóművészekkel való együttműködést is. 1990 óta Broadhead olyan koreográfusokkal működött együtt, mint Rosemary Lee, Claire Russ és Angela Woodhouse.

## Akadémiai pályafutás
A Leicesteri Művészeti Főiskolán aranyműves képzést kapott (1968-1969), majd ékszertervezési diplomát szerzett a londoni Central School of Art and Design diákjaként (1969- 1972).  Nyugdíjba vonulásáig, 2018-ig a Central Saint Martins College of Art and Design ékszer és textil programjának igazgatója, a BA képzés vezetője volt. Éveken keresztül visszatérő oktatója volt a Salzburgi Nemzetközi Nyári Művészeti Akadémiának. Caroline Broadhead professor emeritus, jelenleg Londonban él és dolgozik. Továbbra is tanít tanfolyamokon és nemzetközi szinten vendég előadóként működik különféle intézményekben.

## Munkássága
Olyan tárgyakkal foglalkozik, amelyek érintkezésbe kerülnek és kölcsönhatásba lépnek az emberi testtel. Visszatérő témái az egyén és a tárgy határai, a külső felszín és a belső világ kölcsönhatása, a jelenlét és a hiány, a közéleti és a magán szféra kontrasztja, a személyes tér meghatározása. Az emberi testet körülvevő teret a fény és az árnyék játékával, a reflexiók és tükröződések által és a mozgás segítségével tárja fel.

## Művei nyilvános gyűjteményekben
- CODA, Apeldoorn
- Dallas Museum of Art, Dallas
- Middlesbrough Institute of Modern Art (MIMA), Middlesbrough
- Museum Arnhem, Arnhem
- Museum of Arts and Design (MAD), New York
- Museum of Fine Arts, Houston
- Stedelijk Museum Amsterdam, Amsterdam
- Stedelijk Museum‘s-Hertogenbosch, Den Bosch

## Díjak
- 1974 – De Beers Diamonds International Award
- 1997 – Jerwood Prize for Applied Arts: Textiles
- 2004 – Textiles International Open, Ormeau Baths, Belfast
- 2017 – Lifetime Achievement Award, Goldsmiths’ Craft and Design Council

## Művészrezidenciák
- 1998 – ArtRes, Bundesministerium, Wenen
- 2001 – Imperial War Museum, Londen (met Peter Anderson)
- 2003 – Curtin University of Technology, Perth
- 2006 – Pilchuck Glass School, Seattle